# Coproparasitología
Coproparasitología es la ciencia que estudia los parásitos y microorganismos que están de más o interfieren con el buen funcionamiento del organismo, y que de alguna manera se dan a conocer por la materia fecal; ya que ahí van los desechos que el cuerpo no necesita y son expulsados, pero en algunas ocasiones no se expulsan del todo sino que algunas partes quedan dentro y es necesario examinar la muestra para saber cual es el problema que se presenta.
- Datos: Q5788015